# Oxypoda rubescans
Oxypoda rubescans är en skalbaggsart som beskrevs av Thomas Casey 1911. Oxypoda rubescans ingår i släktet Oxypoda och familjen kortvingar. Inga underarter finns listade i Catalogue of Life.